# Сретенский переулок
Сре́тенский переу́лок — небольшая улица в центре Москвы в Красносельском районе между улицей Большой Лубянкой и Милютинским переулком.

## Происхождение названия
Назван в XIX веке по близости к улице Сретенка. Впоследствии часть улицы Сретенки, куда выходит Сретенский переулок, стала называться Большой Лубянкой.

## Описание
Сретенский переулок проходит с запада на восток, соединяет улицу Большая Лубянка и Милютинский переулок. С юга на него выходит Малая Лубянка.

## Примечательные здания и сооружения
По нечётной стороне:
- № 1/22/13 — Дом доходный с магазинами М. Нольчини — административное здание Правления Московского торгово-строительного акционерного общества (1899—1900, архитектор С. В. Шервуд; 1970-е)[2]

По чётной стороне:
- № 4 — Доходный дом Российского общества застрахования капиталов и доходов, построен в 1905 году по проекту петербургского архитектора В. В. Шауба[1].